# Biddersbacher Hof

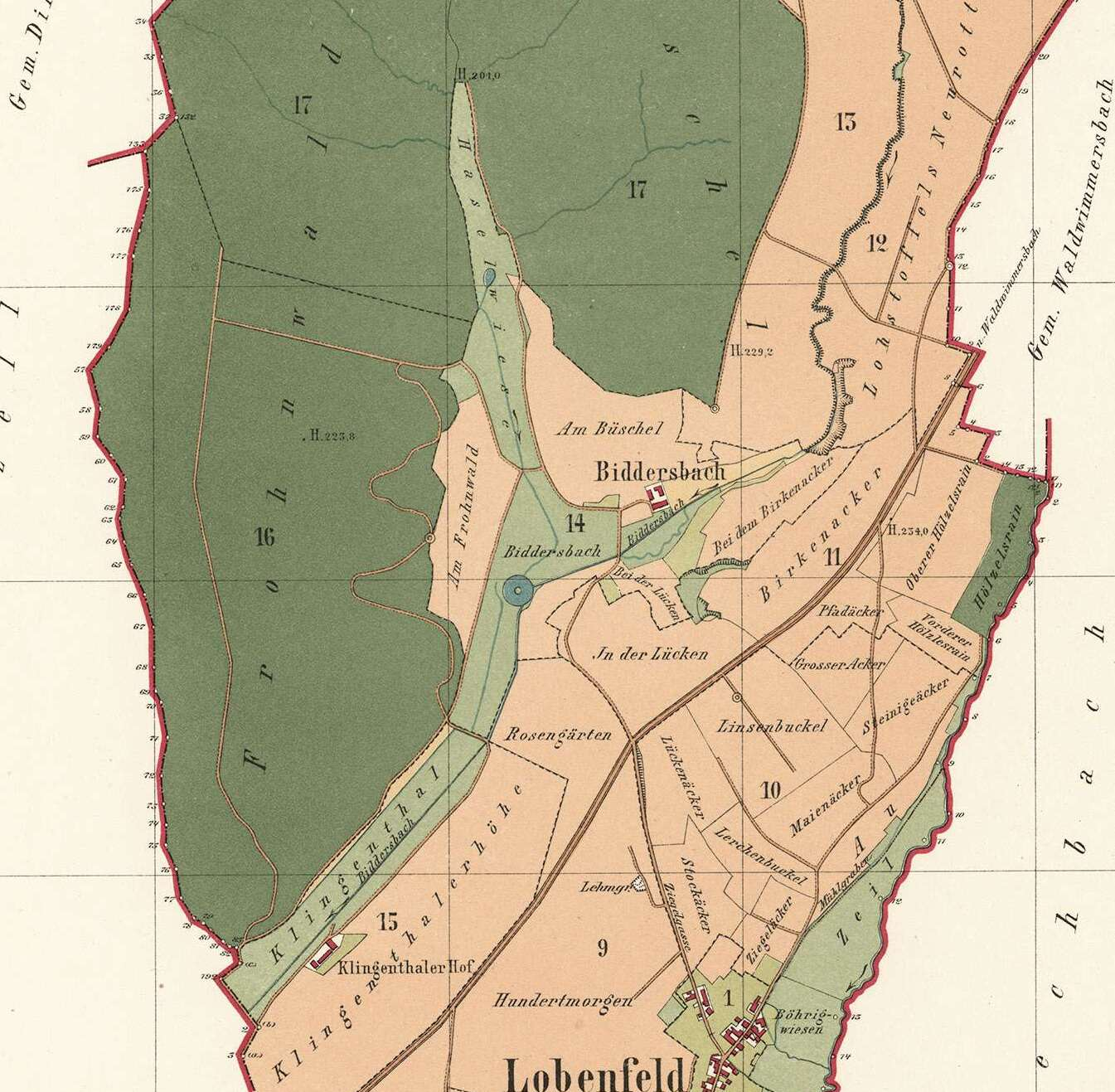
Der Hof auf einer Karte von 1877

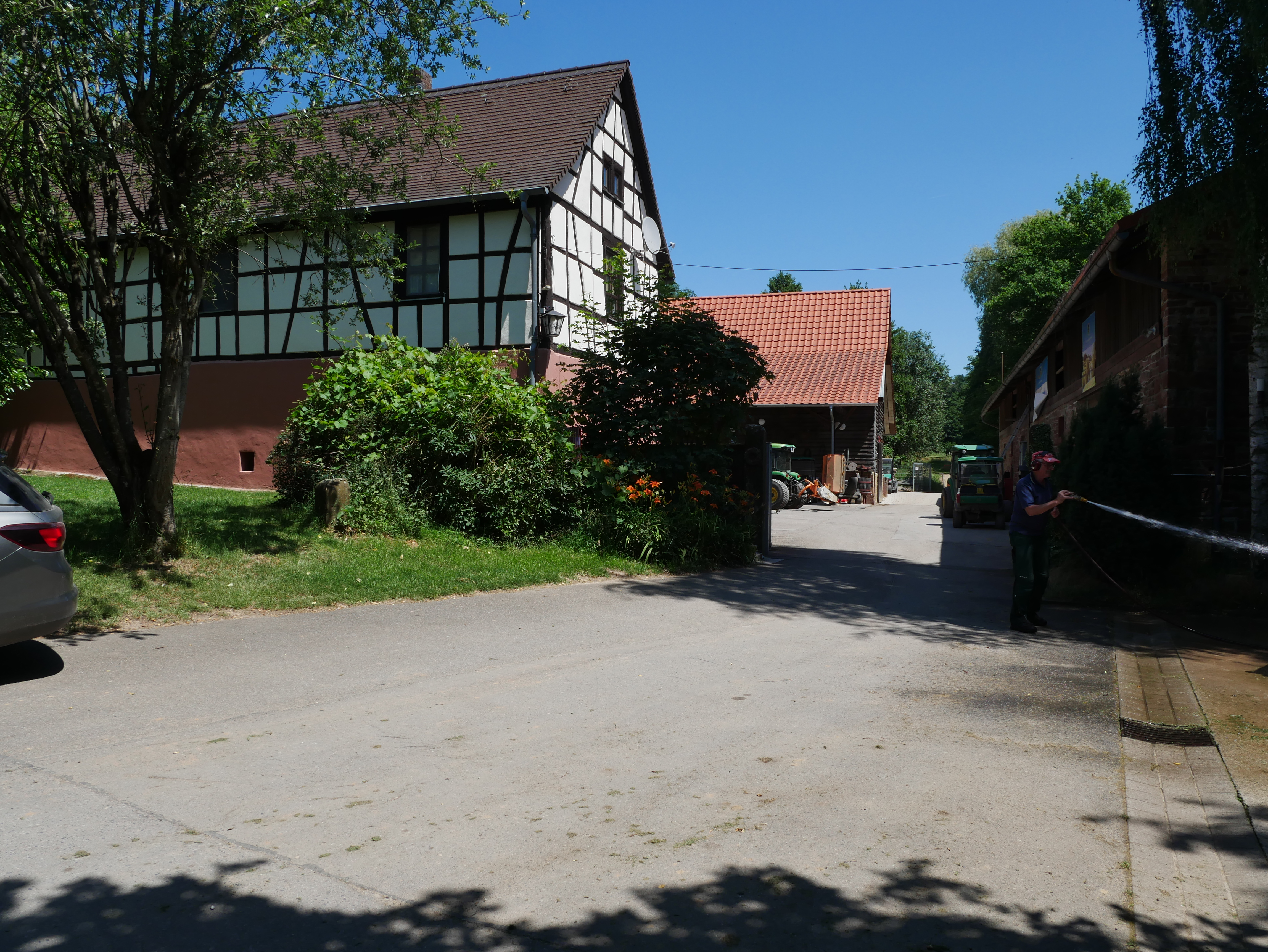
Blick auf den Hof (2025)

Der Biddersbacher Hof, früher auch Biedersbacher Hof, ist ein Wohnplatz der Gemeinde Lobbach im Rhein-Neckar-Kreis im Nordwesten von Baden-Württemberg.

## Geographie
Der Hof liegt im südwestlichen Teil des kleinen Odenwaldes im Übergangsbereich zum Kraichgau. An seinem südöstlichen Rande fließt der Biddersbach, der von Nordosten kommt und weiter im Südwesten bei Bammental in die Elsenz mündet.

## Geschichte
Hier hatte es früher eine Pfarrkirche gegeben. In diesem Zusammenhange wurde es 1458 urkundlich erstmals als Buderspach. Bis zur Reformation waren Wallfahrten durchgeführt worden und es hatte auch einen Markt gegeben. Die landwirtschaftlichen Aktivitäten wurden in der letzten Jahren weitgehend eingestellt, denn das Gelände wird seit 1973 als Golfplatz genutzt.
Historisch zählt der Hof zu Lobenfeld, einem Ortsteil von Lobbach im Rhein-Neckar-Kreis.